# 은 (대농령)
은(殷, ? ~ ?)은 전한 중기의 관료이다. '은'은 이름자로, 성씨는 알려져 있지 않다.

## 행적
건원 6년(기원전 135), 대농령에 임명되었다.

## 출전
- 반고, 《한서》 권19하 백관공경표(百官公卿表) 下

| 전임 한안국 | 전한의 대농령 기원전 135년 ~ 기원전 130년? | 후임 정당시 |